# Claude Boisson
Pour les articles homonymes, voir Boisson.
Claude Boisson est un homme politique monégasque.

## Biographie
Né le 5 janvier 1955, Claude Boisson est administrateur de sociétés.
Il est membre du Conseil national depuis 2013.